# Grabowiec (obwód iwanofrankiwski)
 Grabowiec (ukr. Грабовець, Hraboweć) – wieś na Ukrainie, w  obwodzie iwanofrankiwskim, w rejonie bohorodczańskim.

## Historia
Polski badacz Andrzej Leon Sowa podaje, że 28 sierpnia 1944 roku NKWD i polska milicja dokonały pacyfikacji wsi, wskutek której zabito 86 osób, a ponad 70 aresztowano. Zniszczeniu uległo także 300 gospodarstw..

## Urodzeni w Grabowcu
- Karol Hadaczek –  polski archeolog, profesor Uniwersytetu Lwowskiego, członek Akademii Umiejętności i Towarzystwa Historycznego we Lwowie[3].